# 정상순
정상순(鄭尙淳, 1723년 ~ 1786년)은 조선의 문신이다. 본관은 동래. 자는 돈보이다.

## 생애
1753년(영조 29) 알성문과에 병과로 급제하여 한림이 되고 정언, 부교리, 지평, 부수찬, 부교리를 거쳐 경기어사로 임명되어 탐관오리들을 적발했다. 이후 경기암행어사와 영남암행어사를 거쳐 교리로 임명되고 부응교로 승진했다가 안음현감으로 외직에 나갔다가 승지, 이조참의로 당상관에 올라서 대사성, 좌승지, 부제학을 거쳐 이조참판, 공조참판, 도승지, 강화유수를 두루 거쳐 도승지, 대사헌, 강화유수를 하며 영조의 신임으로 다시 이조참판이 되고 동지경연사를 겸하다 예조참판, 도승지, 대사헌, 부제학을 차례차례 하며 세손을 보필하게 된다. 이후 이조참판, 부제학으로 상시관을 겸한 뒤 정조 때 예조판서가 되고 곧 이조판서로 임명되며 도감제조를 겸하였다. 이후 예조판서, 형조판서를 거쳐 의정부우참찬이 되고 연이어 한성부판윤으로 임명된 뒤 다시 이조판서로 임명되고 계속해서 병조판서까지 임명된다. 형조판서, 호조판서를 거쳐 평안도관찰사를 하며 외직에서 선정을 베풀었고 이후 호조판서로 동지성균관사를 겸하다가 장악원제조를 겸했고 예조판서로 지경연사를 겸한 뒤 사헌부대사헌으로 다시 임명되었으며 판의금부사, 예조판서, 의정부좌참찬을 거쳐 병조판서, 판의금부사, 호조판서를 두루 거친 뒤 예조판서로 지경연사를 겸하고 판의금부사를 거쳐 수어사, 이조판서, 공조판서를 하다가 1786년에 생을 마쳤다.